# 広島県瀬戸内高等学校
広島県瀬戸内高等学校（ひろしまけんせとうちこうとうがっこう）は、広島県広島市東区にある私立高等学校。

## 教育組織
- 全日制
  - 普通科

## 沿革
- 1901年（明治34年）4月15日 広島県賀茂郡吉土実村大字吉行（現在の東広島市西条町吉行）に前身である私立松本学校開校
- 1914年（大正3年）4月1日 松本商業実務学校開校
- 1923年（大正12年）4月1日 実業学校令による広島県松本商業学校に改組
- 1924年（大正13年）2月13日 財団法人松本学園設立。中学校令による広島県松本中学校を併設
- 1927年（昭和2年）4月1日 広島市尾長町の現在地へ移転
- 1928年（昭和3年）4月1日 松本中学校廃止。広島県松本学校に第二本科（夜間）設置
- 1944年（昭和19年）4月1日 広島県松本商業学校を広島県松本工業学校に改組
- 1945年（昭和20年）
  - 8月6日 原爆により校舎・施設全焼。教員・生徒複数名が被爆死
  - 12月1日 昼間二部制授業開始
- 1946年（昭和21年）
  - 4月1日 広島県松本工業学校廃止。広島県松本商業学校に改組
  - 8月30日 昼間二部制授業廃止。平常授業開始
- 1947年（昭和22年）4月1日 新制の松本商業中学校設置
- 1948年（昭和23年）5月3日 広島県松本商業学校を新制の広島県松本商業高等学校に移行開校
- 1951年（昭和26年）3月15日 運営母体を財団法人松本学園から学校法人松本学園に組織変更
- 1963年（昭和38年）4月1日 広島市山根町天神谷に松本商業高等学校女子部を開設
- 1967年（昭和42年）12月26日 松本商業高等学校女子部を広島第一女子商業高等学校（現在の広島桜が丘高等学校）として分離
- 1972年（昭和47年）
  - 4月1日 定時制商業科廃止。定時制に衛生看護科設置
  - 9月1日 法人名を学校法人松本学園から学校法人瀬戸内学園に、校名を松本商業高等学校から広島県瀬戸内高等学校に改名
- 1973年（昭和48年）4月1日 全日制課程に普通科を設置
- 1988年（昭和63年）3月31日 定時制課程衛生看護科を募集停止
- 1993年（平成5年）4月1日 全日制課程情報経理科設置
- 1995年（平成7年）4月1日 全日制課程商業科を全日制流通経営科に改編
- 1999年（平成11年）
  - 3月31日 全日制課程流通経営科募集停止
  - 4月1日 全日制課程普通科にI類・II類・III類を、全日制課程情報経理科にAコース・Bコースを設置
- 2001年（平成13年）2月9日 新校舎完成。それに伴い、旧校舎取り壊し
- 2002年（平成14年）4月1日 男子校から男女共学校へ
- 2004年（平成16年）
  - 4月1日 全日制課程普通科の類を特別進学コース・一般進学コースに改める
  - 9月1日 人工芝グランド竣工
- 2006年（平成18年）8月1日 広島市東区に学生寮竣工
- 2007年（平成19年）
  - 3月31日 全日制課程情報経理科募集停止
  - 4月1日 全日制普通科に情報コースを設置
- 2009年（平成21年）4月1日 特別進学コース・一般進学コースを特別進学Aコース・特別進学Sコースに改める
- 2012年（平成24年）4月1日 全日制普通科に公務員コース・看護医療進学コースを設置
- 2014年（平成26年）4月1日 増築校舎、多目的館竣工
- 2015年（平成27年）10月1日 体育館竣工
- 2019年（平成31年）4月1日 法人名を学校法人瀬戸内学園から学校法人松本学園に改称
- 2020年（令和2年） スーパー特進、特進に予備校（サリヴァン）を設置

## 部活動
- 野球部 - センバツ甲子園（1977年春〈第49回〉、1991年春〈第63回〉、2018年春〈第90回〉）、夏の甲子園（2000年夏〈第82回〉、2013年夏〈第95回〉）
- ゴルフ部 - 全国高等学校ゴルフ選手権大会（2001年男子優勝[1]）
- サッカー部 - 全国高等学校サッカー選手権大会（2018年、2021年）

## 著名な教職員・関係者
- 後原富 - 元硬式野球部監督。プロ野球選手経験者初の硬式野球部監督。甲子園大会に2度出場を率いる。
- 永田利則 - 硬式野球部監督。元広島東洋カープ選手、コーチ
- 長内孝 - 硬式野球部コーチ。元広島東洋カープ選手、コーチ
- 梅田直哉 - サッカー部コーチ、元プロサッカー選手
- 市原則之 - 元教諭、元ハンドボール全日本男子選手

## 出身者
- 上田正 - 元プロ野球選手
- 広田修三 - 元プロ野球選手
- 張本勲 - 元プロ野球選手、野球解説者、1年の夏に浪華商業高等学校（現在の大阪体育大学浪商高等学校）へ転校
- 永田徹登 - 元プロ野球選手
- 梁川郁雄 - 元プロ野球選手
- 天野武文 - 元プロ野球選手
- 佐藤宏志 - 元プロ野球選手
- 延江大輔 - 元プロ野球選手
- 山路哲生 - プロ野球審判員
- 赤松幸輔 - 元プロ野球選手
- 山岡泰輔 - プロ野球選手（オリックス・バファローズ投手）
- 名原典彦 - プロ野球選手（広島東洋カープ外野手）
- 平山功太 - プロ野球選手（読売ジャイアンツ外野手）
- 片山純一 - 元社会人野球選手
- 大下英治 - 作家
- 田中秀道 - プロゴルファー
- 河井博大 - プロゴルファー
- 谷原秀人 - プロゴルファー
- 山本圭壱 - お笑い芸人（極楽とんぼ）、在高時代は、野球部・ゴルフ部に所属していた
- 山根孝文 - 元アナウンサー（岡山シティエフエム初代アナウンサー）
- スピーディ早瀬 - 元プロボクサー
- 安部裕葵 - サッカー選手（浦和レッズ所属）
- 浜下瑛 - サッカー選手（徳島ヴォルティス所属）
- 山田弥希寿 - フリーアナウンサー、元山陰放送・文化放送アナウンサー
- 小竹彩花 - ラジオDJ、ラジオパーソナリティ、ローカルタレント

## 校則
- 2002年（平成14年）に共学になったと同時に、制服も変わり、男子の夏服はシャツ出しが許されている。
- 学年章は襟章のバッジであり、白・黄・緑に分けられる。

## アクセス
- JR広島駅 徒歩14分
- 広島バス「三本松」停留所 徒歩1分